# レガッタ〜君といた永遠〜
『レガッタ〜君といた永遠〜』（レガッタ きみといたえいえん）は、2001年 - 2004年に週刊ヤングサンデーに連載された原秀則の漫画作品｡ 
2006年にテレビ朝日系列でテレビドラマ化された。
タイトルの「レガッタ」とは、ボート競技（手漕ぎボートによるレース、現ローイング競技）のことである。

## ストーリー
親友の死と同時に夢を失い戦うことから身を引いた大学のボート部員が、幾多の苦労と挫折を乗り越えオリンピックを目指す青春ラブストーリー。

## 登場人物
原作である漫画版に準拠して記載する。
大沢 誠
県立膳場西高校から龍王大学に進学。高校時代は元々陸上部に所属し投擲競技(槍投げと思われる)の選手としてオリンピックを目指していたが、自身の投げた棒により同高のボート部員を怪我をさせたことにより、ボート競技へと進む。高校時代は一度も（倉田の所属する）膳場東高校に勝てなかったが、大学で倉田とコンビを組み、1年生にしてダブルスカルでインカレ優勝を果たす。このコンビは倉田の事故死により「伝説のダブルスカル」・「幻のオリンピック候補」と呼ばれることになる。事故後、倉田の死に苦しみ1年間のブランクの後再度競技に復帰。3年次には八木とのコンビでインカレを制し、全日本体表候補に選ばれる。安斉とのダブルスカル時に安斉を故障させるアクシデントを乗り越え、滝とオリンピックに出場、そして金メダルを獲得する。パワーとスタミナに恵まれるが技術面に難あり。高校生にも下手と評される。また、彼の行う練習は非常に厳しく、乾引退後の龍王大キャプテン選挙では、インカレを2度制する実績を有しながら1票しか支持がなかった。押しに弱い所があり、チーコに泣かれると嫌いなトマトも食べる。好きな食べ物はツナ。
小田切 操
県立膳場西高校から龍王大に進学。高校・大学ともに漕艇部のマネージャを務める。高校3年間は、大沢とクラスが一緒であった。倉田の死後その責任を感じ、漕艇部を休部していたが、大沢の復帰を期に復帰。大沢を追いかけて松山まで行くなど性格は闊達。料理が得意。
八木聖也
龍王大漕艇部員。大沢の1学年後輩。実力は高いが自信家のきらいがあり、当初大沢に突っかかるが、勝負に敗北した後には従うようになる。その後大沢とのダブルスカルではバウを担当し、インカレを優勝する。あだ名は「ヒツジ」。バナナが大好物で、バナナのTシャツも持っているほど。操に想いを寄せている。
田嶋 千香子
通称チーコ。赤羽ヶ丘のアパートに暮らす。倉田死後、ぼろぼろになっていた大沢を養っていた。大沢に心底惚れていたが、大沢が操の事を好きだと知ると身を引いた。
田嶋真之助
千香子の兄。やくざで、戸田界隈は自分の縄張りと豪語するが資金力の無い大沢から借金をしていた。ボート競技には詳しく、舎弟がマイナースポーツと評したのを怒ったり、大沢が競技に復帰するのを後押しするなどした。
倉田 健二
故人。大沢のライバル。県立膳場東高校から龍王大に進学。クレバーで相手の持つ力を引き出す事に長ける。高校時代、競技歴わずか1月の大沢の才能を見出す。また彼と同時に操に一目ぼれする。大学での大沢とのダブルスカルではバウを担当し、大学1年にしてインカレ優勝。その後、操を賭けて大沢とレースした際に転覆事故に見舞われ、それが原因で死亡。大沢、操と約束した「二人でオリンピック出場」が、後の大沢のオリンピックへの決意と繋がっている。
乾キャプテン
龍王大漕艇部キャプテン。TV版では、乾和彦。ネガティブな性格で、就職活動でも上手くアピールができないために失敗が続いた。またくじ運も悪く、大沢と八木のペアが予選から優勝候補の鳳凰大とぶつかるはめとなった。
乾 美樹
龍王大漕艇部キャプテンの妹。同部マネージャで、操の友人。料理の腕は良くなく、兄を蹴るなど男勝りである。
河野
龍王大漕艇部員。八木とのダブルスカルのパートナーであったが、八木が大沢と組んだため解散となった。息はあっていなかった模様。
鈴木
龍王大漕艇部のコーチ。創部以来の全日本選手権惨敗の責任を感じて、胃潰瘍で入院し離任する。
横山・有井ペア
龍王大のライバル鳳凰大のペア。2人とも4年生と思われる。インカレで優勝候補の呼び声が高かったが、予選では大沢・八木ペアを下したものの、決勝では同ペアの後塵を拝し3着に終わってしまった。
平尾・谷ペア
なにわ大の1年生ペア。ストロークの平尾とバウの谷の完成されたフォーム、及び初出場初優勝を狙うなど、大沢・倉田ペアを彷彿とさせる。指導する吉本からも世界を狙える器と評され、インカレの準決勝を流して決勝進出するほどの実力の持ち主。決勝戦では大沢・八木ペアに最後まで立ちふさがるも2着に終わる。
森 茂雄
全日本チームのヘッドコーチ、通称「堅物のシゲ」。オリンピック当時49歳。望月にセンスが無いと評されるなど、評判はイマイチ。オリンピック代表を梶原と大沢で決勝戦の結果で決めるなど公平さは認められ、その起用は的中し日本に金メダルを齎した。
望月 淳子
日本ボート協会ナショナルチームのメディカルコーチ。大沢を高く評価しその応援をする。大沢に滝を引き合わせたのは彼女の功績である。
滝 大輔
全日本選手権5連覇の自他共に認める日本チャンピオン。タイキカンパニー所属。周囲からは「王者」（キング）と呼ばれている。妻と男の子がいる。ホームは松山。ストーリ開始の前年に、安斉とのダブルスカルにて、世界選手権でオリンピック枠をもぎ取る。全日本選手権にて6連覇を目指すが大沢に敗れ準優勝に終わる。オリンピックでは、大沢とペアを組みバウを担当。金メダルを獲得する。その3年後も現役を続け、安斉から長老と揶揄されるも第一人者の地位にいる模様。大沢のポテンシャルを引き出し、世界に通用する選手に育て上げたのは彼と言える。
安斉
無駄も力みもないストロークで倉田を想起させる日本国内でNo.2と目される選手。腰を悪くしており、前回のシドニーオリンピックには不出場、今回が最後のチャンスと言われていた。大沢とダブルスカルに乗艇中、「風の向こう側」と呼ばれる一流選手にしか超えられない壁を共に越えた後、故障、引退となってしまう。妻と子ども4人を抱え、仙台国際大学で指導にあたっている。
梶原 信二
成長著しい若手選手。ボートに打ち込むために、配慮してくれるOKITA自動車を選ぶなど競技に打ち込んできた。トップスピードは滝にも匹敵すると言われ、安斉故障後、滝のペア争いで大沢と勝負するも惨敗しオリンピックに出場できなかった。オリンピックの3年後も一線級に留まっている模様。
今村コーチ
主人公大沢の出身校である膳場西高校で後輩をコーチしている。大沢とは同級生であり、故郷で大沢を応援し支える理解者。5巻・6巻に登場。モデルになっている人物は滋賀県大津市に存在する桑野造船株式会社の役員。琵琶湖でボート競技の普及に尽力。

## テレビドラマ
2006年7月14日より9月8日まで、ABC・テレビ朝日の共同制作により、テレビ朝日系列で毎週金曜日21:00 - 21:54に連続テレビドラマとして放送された。主演は速水もこみち。
全10話を予定していたが、視聴率がふるわず、平均5.4%（最低視聴率4.3%を2回）、最高でも9.5%という低視聴率に伴い全9話で打ち切りとなった。
速水もこみちとヒロインの相武紗季は、テレビアニメ『ドラえもん』の2006年6月30日放送話「ドラえもん！キャンディーなめてジーンと感動するおばあちゃんスペシャル」に本人役でゲスト出演している。このゲスト出演は『ドラえもん』に実在の俳優が本人役で登場した最初の事例となった。

### キャスト
龍王大漕艇部
- 大沢誠 - 速水もこみち
- 小田切操 - 相武紗季
- 八木聖也 - 松田翔太
- 田島千香子 - 若槻千夏
- 竹内美樹 - 清水由紀
- 篠塚ナツ - 奈津子
- 篠塚アキ - 亜希子
- 倉田健二 - 窪塚俊介
- 篠塚春子 - 宮崎美子
- 乾和彦 - 佐藤二朗
- 高村秀之 - 山下真司
- 奥田雅人 - 石井智也
- 岩崎龍平 - 鈴木亮平
- 向田 - 向井理

その他
- 田島真之助 - 東幹久
- 望月淳子 - 伊藤裕子
- 大沢典子 - 高橋ひとみ
- 大沢明彦 - 山崎一
- ボートカフェ「イージーオール」マスター - ブラザー・トム
- 滝大輔 - 山本太郎

### スタッフ
- 原作 - 原秀則（小学館｢ヤングサンデーコミックス｣刊）
- 脚本 - 江頭美智留、清水友佳子
- 音楽 - 大島ミチル
  - サウンドトラック（ワーナーミュージック）
- 演出 - 新城毅彦（5年D組）、池添博（5年D組）、髙橋伸之（テレビ朝日）
- 主題歌 - コブクロ「君という名の翼」（ワーナーミュージック）
- 挿入歌 - ダニエル・パウター ｢バッド・デイ〜ついてない日の応援歌 ｣ （ワーナーミュージック）
- 音楽協力 - テレビ朝日ミュージック、エー・ビー・シーメディアコム
- 編成 - 飯田新（ABC）、島川博篤（テレビ朝日）
- 番組宣伝 - 渡邊亜希子（ABC）、川北桃子（テレビ朝日）
- 技術協力 - 渋谷ビデオスタジオ、ビデオスタッフ、東新
- 美術協力 - 京映アーツ
- 原案協力 - 荻野民夫、夏目晃暢、松本直子（小学館「週刊ヤングサンデー」編集部）
- プロデューサー補 - 秋山圭一郎（テレビ朝日）、津川英子（ABC）、中川慎子（テレビ朝日）、安井一成（ABC）
- 企画 - 五十嵐文郎（テレビ朝日）
- 企画協力 - 岩重正文（小学館キャラクター事業センター）
- チーフプロデューサー - 深沢義啓（ABC）
- プロデューサー - 三輪祐見子（テレビ朝日）、奈良井正巳（ABC）、中込卓也（テレビ朝日）、中山秀一（5年D組）
- 制作協力 - 5年D組
- 制作 - ABC・テレビ朝日

### 放送日程
| 各話                                                      | 放送日        | サブタイトル                            | 脚本                  | 演出     | 視聴率 |
| --------------------------------------------------------- | ------------- | --------------------------------------- | --------------------- | -------- | ------ |
| 第1話                                                     | 2006年7月14日 | この夏…動き出した時間                   | 江頭美智留            | 新城毅彦 | 9.5%   |
| 第2話                                                     | 2006年7月21日 | 宿命のレース                            | 江頭美智留            | 新城毅彦 | 5.2%   |
| 第3話                                                     | 2006年7月28日 | 漕ぎ出した二人                          | 清水友佳子            | 髙橋伸之 | 5.7%   |
| 第4話                                                     | 2006年8月04日 | 日の丸のオールと初対決!                 | 江頭美智留            | 髙橋伸之 | 4.7%   |
| 第5話                                                     | 2006年8月11日 | 届かぬ想い                              | 清水友佳子            | 新城毅彦 | 4.3%   |
| 第6話                                                     | 2006年8月18日 | 新たなる決心                            | 江頭美智留            | 池添博   | 5.6%   |
| 第7話                                                     | 2006年8月25日 | 限界への挑戦                            | 江頭美智留            | 髙橋伸之 | 4.3%   |
| 第8話                                                     | 2006年9月01日 | 運命の告白                              | 清水友佳子            | 新城毅彦 | 4.8%   |
| 最終話                                                    | 2006年9月08日 | 命をかけた最後のレース!今夜いよいよ決着 | 江頭美智留 清水友佳子 | 新城毅彦 | 5.3%   |
| 平均視聴率 5.4%（視聴率は関東地区・ビデオリサーチ社調べ） |               |                                         |                       |          |        |

### ロケ地
- 埼玉大学
- 埼玉県戸田市戸田公園（戸田漕艇場）
- 宮城県登米市迫町北方（アイエス総合ボートランド）
- くりはら田園鉄道若柳駅（現在廃駅）

### 遅れネット局
- 富山テレビ - 2007年1月15日から
- 宮崎放送
- 山陰放送 - 2008年11月20日〜28日

| 朝日放送・テレビ朝日共同制作・テレビ朝日系列 金曜9時枠の連続ドラマ | 朝日放送・テレビ朝日共同制作・テレビ朝日系列 金曜9時枠の連続ドラマ | 朝日放送・テレビ朝日共同制作・テレビ朝日系列 金曜9時枠の連続ドラマ |
| 前番組                                                             | 番組名                                                             | 次番組                                                             |
| ------------------------------------------------------------------ | ------------------------------------------------------------------ | ------------------------------------------------------------------ |
| 富豪刑事デラックス （2006.4.21 - 2006.6.23）                       | レガッタ 〜君といた永遠〜 （2006.7.14 - 2006.9.8）                 | 家族 〜妻の不在・夫の存在〜 （2006.10.20 - 2006.12.8）             |